# Ctenichneumon columbianus
Ctenichneumon columbianus är en stekelart som beskrevs av Heinrich 1961. Ctenichneumon columbianus ingår i släktet Ctenichneumon och familjen brokparasitsteklar. Inga underarter finns listade i Catalogue of Life.